# Étienne Pivert de Senancour
Étienne Pivert de Senancour, celým jménem Étienne-Jean-Baptiste-Pierre-Ignace Pivert de Senancour  (6. listopadu 1770, Paříž – 10. ledna, 1846, Saint-Cloud), byl francouzský preromantický prozaik, esejista a filozof, známý především jako autor epistolárního románu Obermann (1804), díky kterému je považován za předchůdce francouzského romantismu.

## Život
Již v dětství měl křehké zdraví a projevoval se jako snivý melancholický samotář s filozofickým a matematickým nadáním. Jeho otec chtěl, aby se stal knězem, ale četba děl encyklopedistů, Jeana-Jacquesa Rousseaua a Bernardina de Saint-Pierra zviklala jeho víru natolik, že před seminářem utekl roku 1789 do Švýcarska, jehož přírodu miloval, protože odpovídala jeho samotářské náladě.
Ve Švýcarsku také napsal své první texty a roku 1790 se zde oženil s Marií-Françoise Daguetovou. Manželství, ve kterém se narodily dvě děti, však nebylo příliš šťastné, Marie-Françoise jej odmítla následovat do horských samot, a proto se usadil ve Fribourgu. Ve Francii, kde byl neprávem zanesen do seznamu emigrantů (nepřátel revoluce), se nejprve zdržoval jen občas a tajně. Později se vrátil trvale, ale byl připraven krachem asignátů v roce 1797 o majetek a žil proto v chudobě. Trpěl dlouhodobou nemocí, která vedla ke konci jeho života k ochrnutí.
Jako spisovatel je autorem esejů, filozofických textů, divadelní hry a tří románů. Za jeho nejvýznamnější dílo je považován epistolární román Obermann z roku 1804, který v době svého vydání nevzbudil žádný ohlas. Objeven byl až roku 1832 Sainte-Beuvem, chválou ho zahrnula George Sandová. Hrdina románu byl stavěn po bok Chateaubriandova Reného a Senancour byl považován za předchůdce romantismu nepochopeného svou dobou..

## Výběrová bibliografie

### Romány

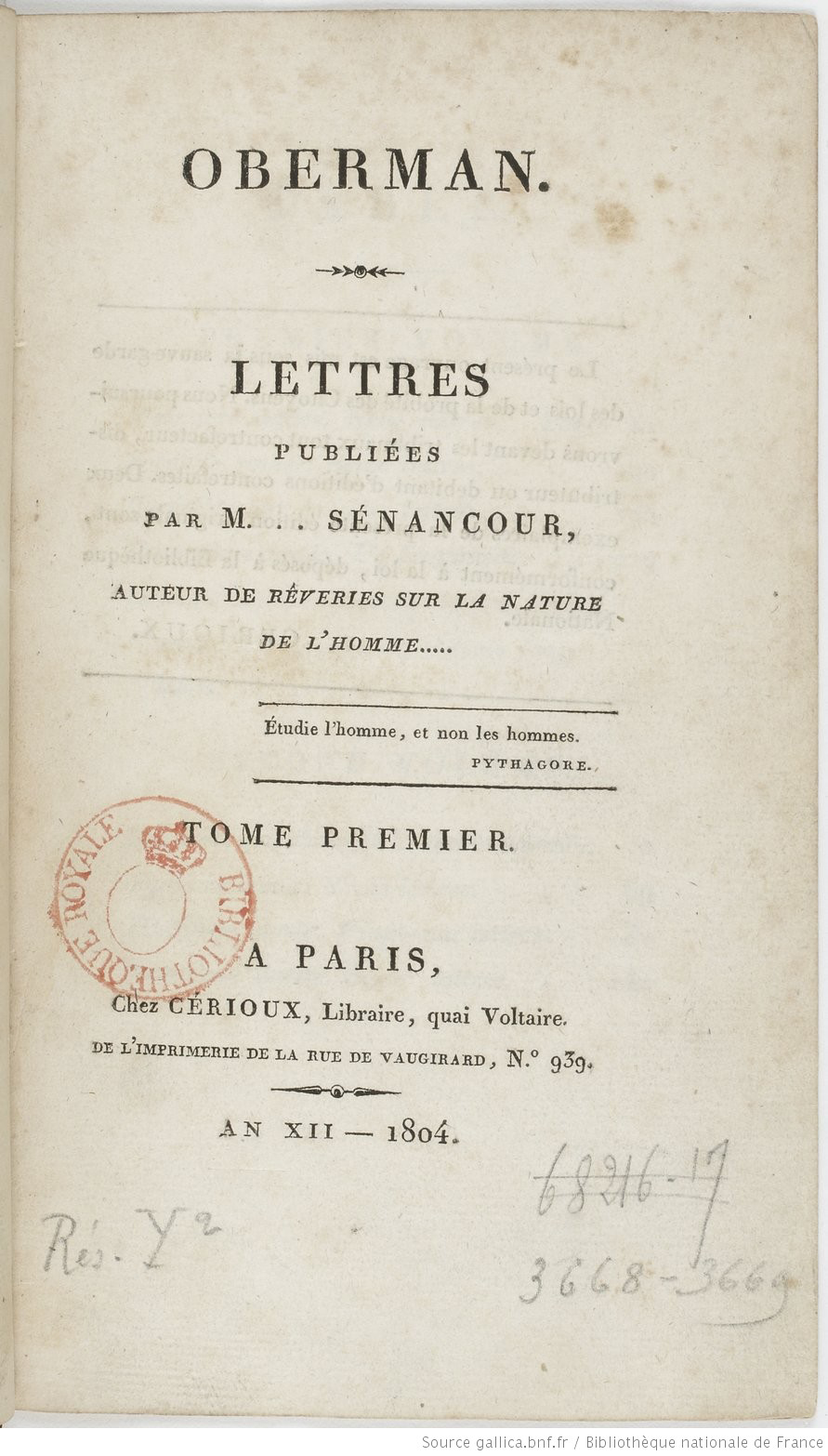
Oberman (1804)

- Aldomen, ou le Bonheur dans l’obscurité (1795, Aldomen, aneb Štěstí v ústranní), román, silně ovlivněný Rousseauem, líčí osudy člověka, který se uzavírá do sebe a prchá ze společnosti do venkovské samoty,
- Oberman (1804, v následujících vydáních název změněn na Obermann), dvoudílný epistolární román, ve kterém autor srovnává lidskou malost s věčnou krásou a silou přírody. Silně autobiografické dílo je plné hořkosti a pesimismu. Hrdina románu, žijící ve svém vlastním myšlenkovém světě, místo aby cítil marnivost světa, rozpoznává svou vlastní neschopnost být tím, co si přeje. Posílá z Alp svému příteli citově rozjitřené dopisy, ve kterých popisuje tragický rozměr rousseaismu: individualita nemůže najít své místo ani ve společnosti, ani v přírodě. Alpskou přírodu autor popisuje jako velkolepý řád harmonie v kontrastu s rozporuplnou lidskou existencí.[4]
- Isabelle (1833, Isabela), pokračování románu Obermann.

### Divadelní hry
- Valombré (1807), komedie.

### Eseje a další texty
- Les Premiers Âges. Incertitudes humaines (1792, Raný věk. Lidské nejistoty.)
- Sur les générations actuelles. Absurdités humaines (1793, O současných generacích. Lidské absurdity).
- Rêveries sur la nature primitive de l'homme (1798, Snění o původní přirozenosti člověka).
- De l'amour (1806, Kniha o lásce), v knize mimo jiné autor obhajuje rozvod.
- Libres méditations d'un solitaire inconnu (1819, Volné meditace neznámého samotáře).
- Résumé de l’histoire de la Chine (1824, Přehled dějin Číny).
- Résumé de l’histoire des traditions morales et religieuses (1825, Přehled dějin morálních a náboženských tradic).
- Résumé de l'histoire romaine (1827, Přehled římských dějin).
- Rêveries (1833, Snění), přepracované vydání knihy Rêveries sur la nature primitive de l'homme (Snění o původní přirozenosti člověka).

## Hudební adaptace
V letech 1848 až 1854 zkomponoval uherský skladatel Ferenc Liszt první část své třídílné suity pro sólový klavír Années de pèlerinage (1855, Léta putování) s názvem Première année: Suisse (Rok první: Švýcarsko) jejíž šestou částí je Vallée d'Obermann (Obermannovo údolí) inspirovaná románem Obermann.

## Česká vydání
- Kniha o lásce, Praha: František Adámek 1912, přeložil František Linhart.